# جونا لومو
جونا لومو (انگلیسی: Jonah Lomu زاده ۱۲ مهٔ ۱۹۷۵ – درگذشته ۱۸ نوامبر ۲۰۱۵) بازیکن اتحاد راگبی اهل نیوزیلند بود. وی بازیکن تیم ملی راگبی نیوزیلند بود.
جونا لومو که یکی از چهره‌های سرشناس تیم ملی راگبی نیوزیلند بود، به دلیل مشارکت در فعالیت‌های خیرخواهانه از جمله جمع‌آوری کمک برای سازمان‌های خیریه فعال برای کودکان بیمار محبوبیت داشت. جونا لومو تنها بازیکن راگبی نیوزیلند به‌شمار می‌رود که به شهرتی جهانی رسیده بود. او در نیوزیلند محبوبیت زیادی داشت و بسیاری از کودکان و نسل جوان آن کشور، او را الگوی خود می‌دانند.
لومو در ۱۸ نوامبر ۲۰۱۵ در ۴۰ سالگی بر اثر نارسایی کلیه در آوکلند درگذشت؛ و روز دوشنبه، ۳۰ نوامبر، مراسم تشییع و بزرگداشت وی، در شهر اوکلند برگزار شد. حاضران در این مراسم با اجرای هاکا، رقص سنتی مائوری‌ها، به این چهره محبوب در نیوزیلند ادای احترام کردند.